# Mateusz Borgieł
Mateusz Borgieł (5 de agosto de 1997) es un deportista polaco que compite en piragüismo en la modalidad de maratón.
Ganó nueve medallas en el Campeonato Mundial de Piragüismo en Maratón entre los años 2019 y 2024, y once medallas en el Campeonato Europeo de Piragüismo en Maratón entre los años 2018 y 2025.

## Palmarés internacional
| \| Campeonato Mundial \| Campeonato Mundial \| Campeonato Mundial \| Campeonato Mundial \| \| Año \| Lugar \| Medalla \| Competición \| \| ------------------ \| ------------------------ \| ------------------ \| ------------------ \| \| 2019 \| Shaoxing (China) \| Medalla de plata \| C2 \| \| 2021 \| Pitești (Rumania) \| Medalla de plata \| C1 (DC) \| \| 2021 \| Pitești (Rumania) \| Medalla de plata \| C2 \| \| 2022 \| Ponte de Lima (Portugal) \| Medalla de bronce \| C2 \| \| 2023 \| Vejen (Dinamarca) \| Medalla de bronce \| C1 (DC) \| \| 2023 \| Vejen (Dinamarca) \| Medalla de bronce \| C2 \| \| 2024 \| Metković (Croacia) \| Medalla de oro \| C1 \| \| 2024 \| Metković (Croacia) \| Medalla de oro \| C2 \| \| 2024 \| Metković (Croacia) \| Medalla de plata \| C1 (DC) \| \| Campeonato Europeo \| \| \| \| \| Año \| Lugar \| Medalla \| Competición \| \| 2018 \| Metković (Croacia) \| Medalla de plata \| C2 \| \| 2019 \| Decize (Francia) \| Medalla de oro \| C2 \| \| 2021 \| Moscú (Rusia) \| Medalla de oro \| C1 (DC) \| \| 2021 \| Moscú (Rusia) \| Medalla de bronce \| C2 \| \| 2022 \| Silkeborg (Dinamarca) \| Medalla de oro \| C1 (DC) \| \| 2022 \| Silkeborg (Dinamarca) \| Medalla de plata \| C2 \| \| 2023 \| Slavonski Brod (Croacia) \| Medalla de oro \| C1 (DC) \| \| 2023 \| Slavonski Brod (Croacia) \| Medalla de oro \| C2 \| \| 2024 \| Poznań (Polonia) \| Medalla de oro \| C1 (DC) \| \| 2024 \| Poznań (Polonia) \| Medalla de oro \| C2 \| \| 2025 \| Ponte de Lima (Portugal) \| Medalla de bronce \| C1 (DC) \| |                          |                   |             |
| Campeonato Mundial |                          |                   |             |
| Año | Lugar                    | Medalla           | Competición |
| 2019 | Shaoxing (China)         | Medalla de plata  | C2          |
| 2021 | Pitești (Rumania)        | Medalla de plata  | C1 (DC)     |
| 2021 | Pitești (Rumania)        | Medalla de plata  | C2          |
| 2022 | Ponte de Lima (Portugal) | Medalla de bronce | C2          |
| 2023 | Vejen (Dinamarca)        | Medalla de bronce | C1 (DC)     |
| 2023 | Vejen (Dinamarca)        | Medalla de bronce | C2          |
| 2024 | Metković (Croacia)       | Medalla de oro    | C1          |
| 2024 | Metković (Croacia)       | Medalla de oro    | C2          |
| 2024 | Metković (Croacia)       | Medalla de plata  | C1 (DC)     |
| Campeonato Europeo |                          |                   |             |
| Año | Lugar                    | Medalla           | Competición |
| 2018 | Metković (Croacia)       | Medalla de plata  | C2          |
| 2019 | Decize (Francia)         | Medalla de oro    | C2          |
| 2021 | Moscú (Rusia)            | Medalla de oro    | C1 (DC)     |
| 2021 | Moscú (Rusia)            | Medalla de bronce | C2          |
| 2022 | Silkeborg (Dinamarca)    | Medalla de oro    | C1 (DC)     |
| 2022 | Silkeborg (Dinamarca)    | Medalla de plata  | C2          |
| 2023 | Slavonski Brod (Croacia) | Medalla de oro    | C1 (DC)     |
| 2023 | Slavonski Brod (Croacia) | Medalla de oro    | C2          |
| 2024 | Poznań (Polonia)         | Medalla de oro    | C1 (DC)     |
| 2024 | Poznań (Polonia)         | Medalla de oro    | C2          |
| 2025 | Ponte de Lima (Portugal) | Medalla de bronce | C1 (DC)     |